# Розовик (растение)

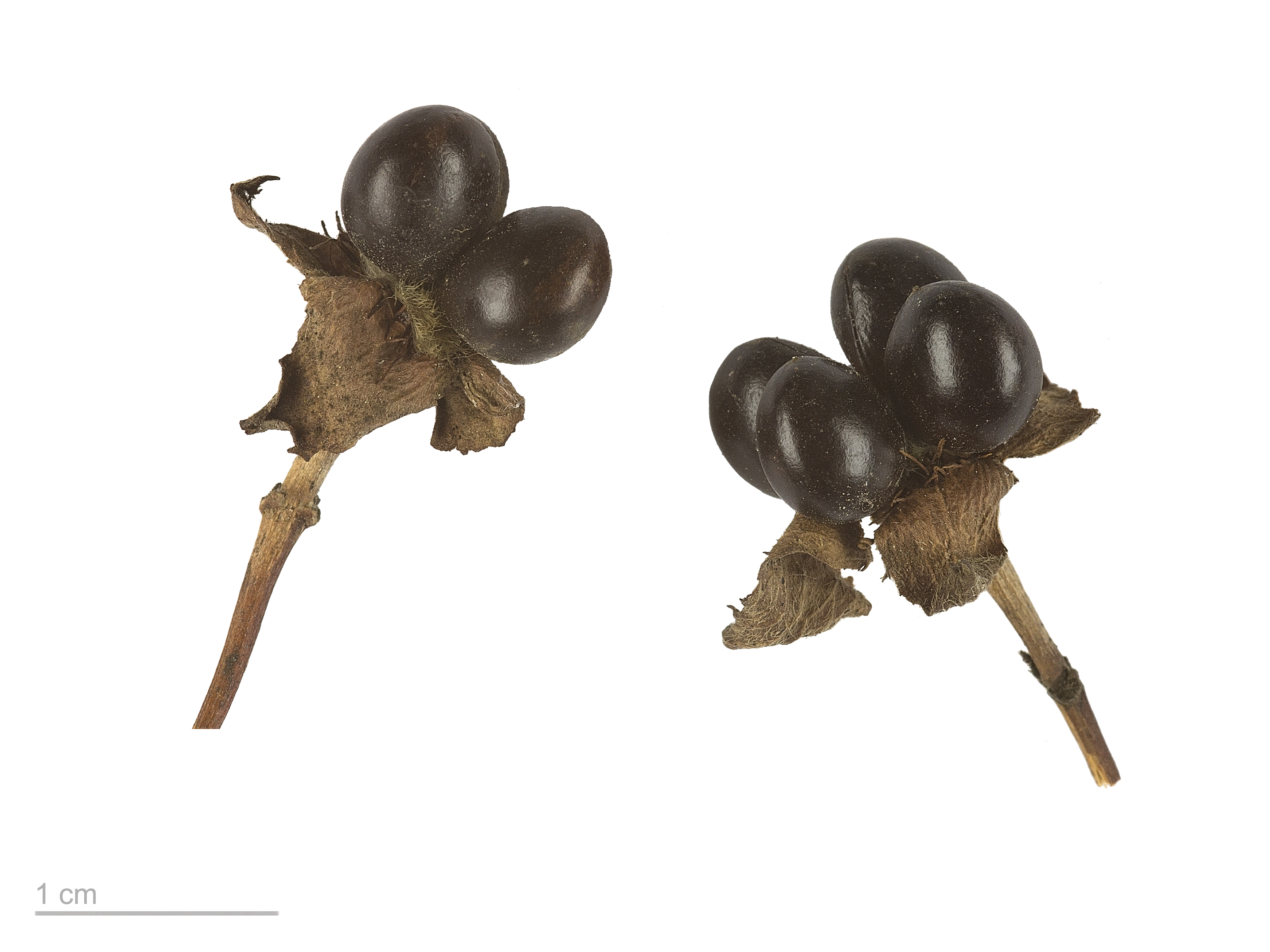
Rhodotypos scandens - Тулузский музеум

Розови́к, или родоти́пос (лат. Rhodotýpos) — монотипный род цветковых растений в составе семейства Розовые (Rosaceae). Единственный вид — розовик ла́зающий, или керриеви́дный (Rhodotypos scándens).

## Название
Розовик был впервые выделен в отдельный род в 1841 году Ф. Ф. Зибольдом и Й. Г. Цуккарини. Название rhodotypos происходит от др.-греч. ρόδων — «роза» и τύπος — «тип», что подчеркивает сходство цветков этого растения с цветками роз. Зибольд и Цуккарини использовали эпитет kerrioides — «керриевидный, напоминающий керрию». В 1903 году японский ботаник Макино Томитаро обнаружил, что Зибольд в 1830 году описал этот же вид в составе рода Керрия под названием Kerria tetrapetala и переименовал его в Rhodotypos tetrapetala. Эпитет tetrapetala указывает на необычное для керрии количество лепестков — четыре. В 1913 году Макино показал, что это растение было описано в ещё более ранней работе К. П. Тунберга 1794 года, где ему было дано название Corchorus scandens. Таким образом, правильным названием для этого растения является Rhodotypos scandens, впервые употреблённое Макино.

## Ботаническое описание
Розовик — листопадный кустарник, достигающий 2 м в высоту. Листья 2—10 см длиной, простые, яйцевидные, с пильчато-зубчатым краем, с хорошо заметными жилками, расположенные на нитевидных черешках, супротивно, что нехарактерно для видов семейства Розовые. Молодые веточки зелёные, затем становятся красно-коричневыми с сероватыми полосами.
Цветки одиночные, располагаются на концах боковых веточек, до 5 см в диаметре, с 4 белыми округлыми лепестками и 4 довольно крупными долями чашечки. Тычинки многочисленные. Завязь верхушечная.
Из каждого цветка образуются четыре продолговатые сухие блестящие костянки. Окраска их меняется от кроваво-красной до чисто-чёрной при созревании. Семя небольшое, эллиптическое. Плоды розовика сильно ядовиты, они содержат цианиды, способные вызвать конвульсии и даже кому и остановку дыхания.

## Ареал и значение
Естественный ареал розовика — Япония, Корея и Китай. С середины XIX века это растение активно выращивается в садах, завезено в Северную Америку и Австралию, где нередко дичает и становится сорняком. Размножается семенами и вегетативно.

## Классификация
|  |                                      |  |                                                             |                                                             |                   |  | ещё 8 семейств (согласно Системе APG II) | ещё 8 семейств (согласно Системе APG II)                     |                                                              |  |  |  | ещё 6 триб                                | ещё 6 триб                                |                      |  |  |  |  |
|  |                                      |  |                                                             |                                                             |                   |  | ещё 8 семейств (согласно Системе APG II) | ещё 8 семейств (согласно Системе APG II)                     |                                                              |  |  |  | ещё 6 триб                                | ещё 6 триб                                | вид Розовик лазающий |  |  |  |  |
|  |                                      |  |                                                             | порядок Розоцветные                                         |                   |  |                                          |                                                              | подсемейство Сливовые                                        |  |  |  |                                           | род Розовик                               |                      |  |  |  |  |
|  |                                      |  |                                                             | порядок Розоцветные                                         |                   |  |                                          |                                                              | подсемейство Сливовые                                        |  |  |  |                                           | род Розовик                               |                      |  |  |  |  |
|  | отдел Цветковые, или Покрытосеменные |  |                                                             |                                                             | семейство Розовые |  |                                          |                                                              | триба Kerrieae                                               |  |  |  |                                           |                                           |                      |  |  |  |  |
|  | отдел Цветковые, или Покрытосеменные |  |                                                             |                                                             |                   |  |                                          |                                                              |                                                              |  |  |  |                                           |                                           |                      |  |  |  |  |
|  |                                      |  | ещё 44 порядка цветковых растений (согласно Системе APG II) | ещё 44 порядка цветковых растений (согласно Системе APG II) |                   |  |                                          | подсемейства Розановые и Дриадовые (согласно Системе APG II) | подсемейства Розановые и Дриадовые (согласно Системе APG II) |  |  |  | еще 3 рода — керрия, невиусия и колеогине | еще 3 рода — керрия, невиусия и колеогине |                      |  |  |  |  |
|  |                                      |  |                                                             | ещё 44 порядка цветковых растений (согласно Системе APG II) |                   |  |                                          |                                                              | подсемейства Розановые и Дриадовые (согласно Системе APG II) |  |  |  |                                           | еще 3 рода — керрия, невиусия и колеогине |                      |  |  |  |  |

### Синонимы
- Corchorus scandens Thunb., 1794basionym
- Kerria tetrapetala Siebold, 1830
- Rhodotypos kerrioides Siebold & Zucc., 1841typus
- Rhodotypos tetrapetala (Siebold) Makino, 1903